# Biaschina-Schlucht

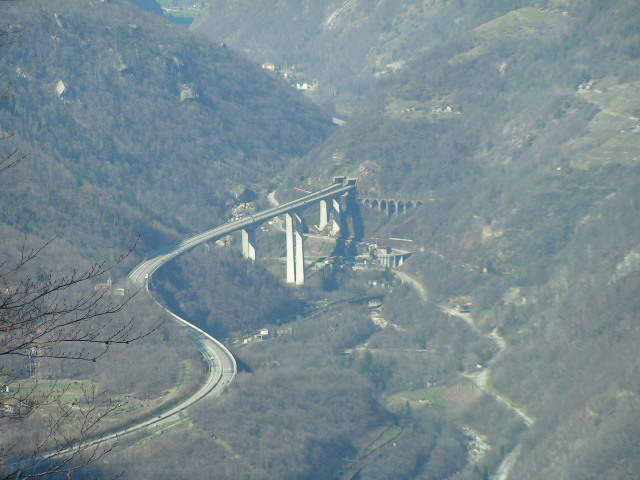
Die Biaschina-Schlucht

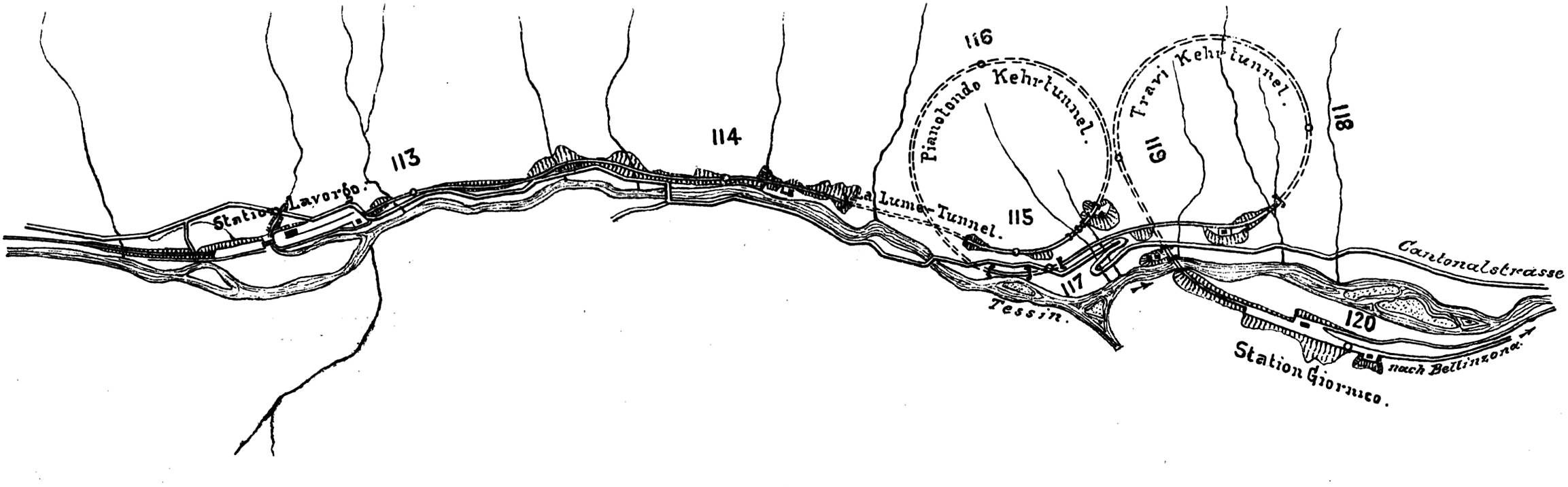
Plan der Bahnlinie in der Schlucht

Die Biaschina-Schlucht (italienisch Gole della Biaschina) ist eine Schlucht im Valle Leventina im Kanton Tessin in der Schweiz. Sie ist das erste natürliche Hindernis, auf das man beim Aufstieg durch das Valle Leventina stösst. Sie erstreckt sich zwischen den Gemeinden Giornico im Tal und Faido flussaufwärts. Im Laufe der Zeit hat der Tessin einen schmalen Graben zwischen den Granitfelsen, die in der Eiszeit am linken Ufer abgetragen wurden, und dem Schutt einer riesigen Geröllhalde, die das Tal in der Nacheiszeit am rechten Ufer versperrt hat, gegraben.
Der Mensch hat im Laufe der Zeit versucht, dieses Hindernis auf verschiedene Weise zu überwinden. In der Römerzeit bevorzugte man den Aufstieg über das Valle di Blenio, der die sanfteren Flanken dieses Tals nutzt und über den über 2100 m hohen Nara-Pass in die Leventina führt. Von dort stieg man nach Airolo ab und umging dabei sowohl die Biaschina- als auch die Piottino-Schlucht. Im Mittelalter wurde jedoch auf der rechten Seite des Flusses eine Strasse von Giornico nach Chironico eröffnet, die aus gutem Material bestand und nicht zu steil war.
Zu Beginn des 19. Jahrhunderts wurde die erste Strasse zum Gotthardpass gebaut, mit dem gleichen Verlauf wie die heutige Kantonsstrasse. Dann war die Eisenbahn an der Reihe, die das Hindernis gegen Ende des 19. Jahrhunderts mit zwei Kehrtunnels überwand. In den 1980er-Jahren hatte die Autobahn A2 auch mit einem natürlichen Hindernis zu kämpfen, das mit dem Bau des Biaschina-Viadukts, einem der höchsten der Schweiz, überwunden wurde.